# Sammy Baird
Sammy Baird, né le 13 mai 1930 à Denny, près de Falkirk en Écosse, et mort le 21 avril 2010 à Bangor en Irlande du Nord, est un footballeur écossais, qui évoluait au poste d'attaquant aux Glasgow Rangers et en équipe d'Écosse. 
Baird a marqué deux buts lors de ses sept sélections avec l'équipe d'Écosse entre 1956 et 1958.

## Biographie

### Carrière de joueur
En tant qu’attaquant, il est international écossais à sept reprises (1956-1958) pour deux buts.
Sa première sélection est honorée le 21 novembre 1956, contre la Yougoslavie, qui se solde par une victoire écossaise, où il inscrit un but à la 55e minute.
Il participe à la Coupe du monde de football de 1958, en Suède. Il ne joue pas contre la Yougoslavie, ni contre le Paraguay. Il est titulaire contre la France, il inscrit un but à la 58e minute, insuffisant pour gagner le match (1-2). L’Écosse est éliminée dès le premier tour.
Il joue dans des clubs écossais (Clyde Football Club, Rangers FC, Hibernian Football Club, Third Lanark AC et Stirling Albion Football Club) et une expérience d’un an en Angleterre (Preston North End Football Club). Il remporte une D2 écossaise en 1952, trois championnats d’Écosse (1956, 1957 et 1959) et une coupe d’Écosse en 1960.

### Carrière d'entraîneur
Il est entraîneur du club de Stirling Albion Football Club de 1963 à 1968. Il gagne le Championnat d'Écosse de football D2 en 1965.

## Palmarès

### En équipe nationale
- 7 sélections et 2 buts avec l'équipe d'Écosse entre 1956 et 1958.

### Avec Clyde
- Championnat d'Écosse de football D2
  - Champion en 1952

### Avec les Glasgow Rangers
- Championnat d'Écosse de football
  - Champion en 1956, en 1957, en 1959
  - Vice-champion en 1958
- Coupe de la Ligue écossaise de football
  - Finaliste en 1958
- Coupe d'Écosse de football
  - Vainqueur en 1960

### Avec Stirling Albion
- Championnat d'Écosse de football D2
  - Champion en 1965